# Conservation Act 1987
Der Conservation Act 1987 ist ein Gesetz in Neuseeland, das die Erhaltung der natürlichen und historischen Ressourcen Neuseelands fördern soll. Zu diesem Zweck wurden alle staatlichen Aufgaben des Natur- und Artenschutzes, die zuvor auf fünf Ministerien verteilt waren, unter dem neu geschaffenen Department of Conservation zusammengefasst.

## Hintergrund
Über viele Jahre zuvor wurde die Sorge und Verwaltung schützenswerter Gebiete mit ihren Pflanzen und Tieren durch unterschiedliche und geteilte Zuständigkeiten erschwert. So war vor 1987
- das Department of Lands and Survey für die Verwaltung von Parks und Reservaten sowie für die Erschließung von Land für die Landwirtschaft zuständig, was nicht selten zu Interessenkonflikten führte.[2][3]
- der New Zealand Forest Service für die Wälder und die Forstwirtschaft zuständig, was in der Praxis häufig zu Lasten der Wälder ging.[2][3]
- der New Zealand Wildlife Service war für die einheimischen und einige eingeführten Tiere zuständig, nicht aber für das Land, auf dem sie lebte.[2]
- das Ministry of Agriculture and Fisheries, das 1972 gegründet wurde, kümmerte sich um die Fischerei, was häufig im Gegensatz zum Meeresschutz stand.
- der [[Heritage New Zealand|Historic Places Trust]], der 1955 gegründet wurde, kümmerte sich um das historische Erbe Neuseeland in Bezug auf Areale und Gebäude.[4]

## Das Gesetz
- Im Teil 1 des Conservation Act 1987 werden neben dem Namen und der Inkraftsetzung des Gesetzes Begrifflichkeiten definiert und festgelegt, dass das Gesetz den Grundsätzen des Treaty of Waitangi Wirkung verleiht.[5]
- Im Teil 2 des Gesetzes wird die Einrichtung des Department of Conservation vorgeschrieben und seine Funktionen festgelegt.[6]
- Im Teil 2A wird die Einrichtung der New Zealand Conservation Authority und des Conservation Boards festgelegt und seine Aufgaben beschrieben.[7]
- Im Teil 2B werden die Aufgaben der Guardians of Lakes Manapouri, Monowai, and Te Anau beschrieben.[8]
- Der Teil 3 widmet sich den Conservation areas (Schutzgebiete)[9]
- Der Teil 3A nimmt Bezug auf die Management planings (Managementplanung) und regelt diese[10]
- Im Teil 3B werden Concessions (Konzessionen) regelt[11]
- Der Teil 4 kümmert sich um Specially protected areas (speziell geschützte Gebiete)[12]
- Der Teil 4A kümmert sich um Marginal strips (Randstreifengebiete)[13]
- Der Teil 5 behandelt Stewardship areas (Verwaltungsbereiche)[14]
- Im Teil 5A werden die Aufgaben der Sports Fish and Game Councils (Räte) beschrieben und geregelt[15]
- Im Teil 5B wird die Freshwater fischeries (Frischwasserfischerei) geregelt[16]
- Der Teil 5C regelt die Control of dogs (Kontrolle von Hunden)[17]
- Im Teil 6, der Miscellaneous (Verschiedenes) genannt wird, werden alle anderen Dinge geregelt, die in den oberen Abschnitten nicht zugeordnet werden können[18]
- Der Teil 7 widmet sich der Administration[19]
- Der Teil 8 nennt sich Transitional, consequential amendments, and savings (Übergangsbestimmungen, Folgeänderungen und Einsparungen)[20]

## Aufgaben und Funktionen des Gesetzes
Aus Sicht des Department of Conservation sind folgende Aufgaben und Funktionen durch die Behörde zu erfüllen:
- Die Verwaltung des Landes in Bezug auf den Naturschutz und aller natürlichen sowie historischen Ressourcen, die unter das Naturschutzgesetz fallen,
- Die Erhaltung der indigenen Süßwasserfischerei (soweit dies möglich ist),
- Schutz der Freizeit-Süßwasserfischerei und der Lebensräume für Süßwasserfische,
- Interessenvertretung des Naturschutzes,
- Förderung der Vorteile der internationalen Zusammenarbeit in Naturschutzangelegenheiten,
- Förderung der Vorteile der Erhaltung natürlicher und historischer Ressourcen in Neuseeland, den subantarktischen Inseln, der Ross-Abhängigkeit und der Antarktis,
- Bereitstellung von Bildungs- und Werbeinformationen zum Thema Naturschutz,
- Förderung der Erholung und Ermöglichung des Tourismus in Gebieten des Naturschutzes, sofern die Nutzung mit der Erhaltung der Ressource vereinbar ist,
- Beratungsleistung für die Minister.